# Všestudy (district de Mělník)
Pour les articles homonymes, voir Všestudy.
Všestudy (en allemand : Wschestud) est une commune du district de Mělník, dans la région de Bohême-Centrale, en Tchéquie. Sa population s'élevait à 367 habitants en 2020.

## Géographie
Všestudy se trouve à 6 km au nord-nord-est de Kralupy nad Vltavou, à 11,5 km au sud-ouest de Mělník et à 23 km au nord-nord-ouest du centre de Prague.
La commune est limitée par Vraňany au nord, par Vojkovice à l'est, par Zlosyň au sud-est et au sud, et par Veltrusy et Nová Ves à l'ouest.

## Histoire
La première mention écrite de la localité date de 1295.

## Administration
La commune se compose de deux quartiers :
- Všestudy
- Dušníky nad Vltavou

## Transports
Par la route, Vojkovice se trouve à 8,5 km de Kralupy nad Vltavou, à 24 km de Mělník et à 32,5 km du centre de Prague.